# Hegyi réce
A hegyi réce (Aythya marila) a lúdalakúak rendjébe, ezen belül a récefélék (Anatidae) családjába és az Aythya nembe tartozó vízimadár.

## Rendszerezése
A fajt Carl von Linné svéd természettudós írta le 1758-ban, az Anas nembe Anas Marila néven.

## Alfajai
- Aythya marila marila (Linnaeus, 1761)
- Aythya marila nearctica Stejneger, 1885[2]

## Előfordulása
Izlandon, Skandinávián keresztül, Oroszország északi részén, Kamcsatkáig költ, télen inkább a tengerpartokra vonul, de megtalálható a szárazföld tavainál is.

### Kárpát-medencei előfordulása
Magyarországon ősszel és tavasszal rendszeresen átvonul, kis számban át is telel. Rendszeres vendég november és április között.

## Megjelenése
Testhossza 42–51 centiméter, szárnyfesztávolsága 72–84 centiméter, testtömege pedig 700–1300 gramm. A tojó kicsit kisebb, mint a hím.
|  |  |

## Életmódja
Tápláléka főként állati eredetű, csigákat, kagylókat eszik, de rovarokat és magvakat is fogyaszt. Az élelemért 2-5 méter mélyre is lemerül.

## Szaporodása
Talajra növényi anyagokból építi és pehelytollakkal béleli a fészkét. Vegyes csapatokban, telepesen költ. A fészekalj 7-9 tojásból áll, melyen 24-25 napig kotlik. A fiókák 50 nap múlva válnak önállókká.
|  |

## Természetvédelmi helyzete
Az elterjedési területe rendkívül nagy, egyedszáma nagy, viszont csökkenő, de még nem éri el a kritikus szintet. A Természetvédelmi Világszövetség Vörös listáján nem fenyegetett fajként szerepel. Európai állománya stabil. Magyarországon védett, természetvédelmi értéke 50 000 forint.